# My Little Pony - Equestria Girls - Rollercoaster of Friendship
My Little Pony - Equestria Girls - Rollercoaster of Friendship è uno speciale televisivo animato in Flash basato sul franchise Hasbro My Little Pony - Equestria Girls, e appartenente al ciclo dell'omonima serie animata, spin-off di My Little Pony - L'amicizia è magica. Sceneggiato da Nick Confalone e diretto da Ishi Rudell e Katrina Hadley, costituisce il secondo di una serie di mediometraggi televisivi andati in onda tra il 2018 e il 2019 sul canale televisivo Discovery Family.
Trasmesso il 6 luglio 2018, Rollercoaster of Friendship è stato preceduto a febbraio dello stesso anno da Forgotten Friendship, e seguito da Spring Breakdown nel marzo dell'anno seguente.
Lo speciale è stato pubblicato in italiano sul canale YouTube di Hasbro il 1º settembre 2018, con il titolo Le montagne russe dell'amicizia.

## Trama
Vignette Valencia, una ragazza intraprendente e molto popolare sul web, assume Rarity come designer per la parata d'inaugurazione del suo nuovo parco divertimenti, Equestria Land. Venuta a sapere che Rarity fa parte del popolare gruppo musicale delle Rainbooms, Vignette le chiede e ottiene di far suonare la band durante la parata. Nella giornata di apertura, prima della parata, una situazione di tensione viene a crearsi tra Rarity e Applejack, che giunge al culmine quando quest'ultima scopre che Vignette, venuta per caso in possesso della magia di Equestria, sta usando il proprio smartphone per rimpiazzare le altre protagoniste con ologrammi, modificando inoltre l'aspetto di questi ultimi per meglio allinearsi con la propria visione stilistica. Dopo aver trovato e liberato le amiche, Applejack e le altre ricorrono al potere dei loro geodi magici per fermare Vignette, che si ravvede e chiede perdono per la propria condotta.

## Doppiatori

### Cast originale
- Tara Strong: Twilight Sparkle (voce)
  - Rebecca Shoichet: Twilight Sparkle (canto)
- Rebecca Shoichet: Sunset Shimmer
- Ashleigh Ball: Rainbow Dash e Applejack
- Andrea Libman: Pinkie Pie (voce) e Fluttershy
- Tabitha St. Germain: Rarity (voce)
  - Kazumi Evans: Rarity (canto)
- Tegan Moss: Vignette Valencia

Nell'episodio vi sono anche altri doppiatori a coprire ruoli minori, tra cui James Kirk (Micro Chips), Sam Vincent e Scott McNeil (Flim e Flam).

### Cast italiano
- Emanuela Pacotto: Twilight Sparkle
- Marcella Silvestri: Sunset Shimmer (voce) 
  - Silvia Pinto: Sunset Shimmer (canto)
- Benedetta Ponticelli: Applejack (voce) e Fluttershy
  - Maria Silvia Roli: Applejack (canto)
- Federica Valenti: Rainbow Dash (voce) 
  - Paola Della Pasqua: Rainbow Dash (canto)
- Tiziana Martello: Pinkie Pie (voce)
  - Vera Calacoci: Pinkie Pie (canto)
- Chiara Francese: Rarity (voce)
  - Greta Bortolotti: Rarity (canto)

- Jolanda Granato: Vignette Valencia

## Canzoni
Oltre alla colonna sonora di William Anderson, Rollercoaster of Friendship include una canzone:
| Titolo      | Testo                              | Musica                                 | Durata |
| ----------- | ---------------------------------- | -------------------------------------- | ------ |
| Photo Booth | Nick Confalone, John Jennings Boyd | John Jennings Boyd, Lisette Bustamante | 2:00   |

## Pubblicazione
Rollercoaster of Friendship è andato in onda in prima TV su Discovery Family il 6 febbraio 2018 come parte del palinsesto "Summer Surprises". Al pari del precedente speciale, la versione televisiva è tagliata e dura 44 minuti. La versione completa è stata poi pubblicata sul canale YouTube di Hasbro sotto forma di cinque episodi, per una durata totale di 50 minuti, tra il 31 agosto e il 28 settembre 2018.
In parallelo, tra il 1º e il 29 settembre 2018, sono stati pubblicati sullo stesso canale le versioni italiane degli episodi, con il titolo de Le montagne russe dell'amicizia.

### Episodi
| Episodio | Titolo                 | Titolo               | Prima TV          | Prima TV          | Durata   | Durata |
| Episodio | originale              | italiano             | Stati Uniti       | Italia            | parziale | totale |
| -------- | ---------------------- | -------------------- | ----------------- | ----------------- | -------- | ------ |
| 1        | All Bite & No Park     | All Bite & No Park   | 31 agosto 2018    | 1º settembre 2018 | 10:16    | 10:16  |
| 2        | Frenemy Request        | Richiesta di frenemy | 7 settembre 2018  | 8 settembre 2018  | 9:50     | 20:06  |
| 3        | Applejack Investigates | Applejack indaga     | 14 settembre 2018 | 15 settembre 2018 | 9:48     | 29:54  |
| 4        | Captured Images        | Immagini catturate   | 21 settembre 2018 | 22 settembre 2018 | 7:17     | 37:11  |
| 5        | No Filter              | Senza filtro         | 28 settembre 2018 | 29 settembre 2018 | 10:57    | 48:08  |

### Home video e streaming
Il 1º ottobre 2018, Rollercoaster of Friendship è stato reso disponibile negli Stati Uniti, assieme al prequel Forgotten Friendship, sul servizio di video streaming Netflix.
Un DVD contenente i due speciali è stato pubblicato nel Regno Unito il 1º novembre 2018.